# Grandilithus florifer
Espèce
Synonymes
- Otacilia florifera Fu, He & Zhang, 2015

Grandilithus florifer est une espèce d'araignées aranéomorphes de la famille des Phrurolithidae.

## Distribution
Cette espèce est endémique de Hainan en Chine. Elle se rencontre dans le xian de Lingshui.

## Description
Le mâle holotype mesure 3,38 mm et la femelle paratype 4,46 mm.

## Systématique et taxinomie
Cette espèce a été décrite sous le protonyme Otacilia florifera par Fu, He et Zhang en 2015. Elle est placée dans le genre Grandilithus par Liu, Li, Zhang, Ying, Meng, Fei, Li, Xiao et Xu en 2022.

## Publication originale
- Fu, He & Zhang, 2015 : « Species of the genus Otacilia from Hainan Island, China (Araneae: Phrurolithidae). » Zoological Systematics, vol. 40, no 4, p. 436-450.